# Harald il Giovane
Harald il Giovane (da "Herioldus iunior", come viene chiamato negli Annales Xantenses) (fl. IX secolo) è stato un capo vichingo e membro della famiglia reale danese.

## Biografia
Viene a volte confuso con Harald Klak, che fu in realtà suo zio e probabilmente un omonimo. Suo fratello era Rorik di Dorestad. Suo figlio fu Rodulf Haraldsson. 
Nell'841 l'imperatore Lotario I concesse l'isola di Walcheren a Harald e al fratello come feudo (beneficium) per ricompensarli degli attacchi lanciati al padre di Lotario, Ludovico il Pio, durante la guerra civile degli anni 830. Dato che a quel tempo Harald era pagano, mentre la popolazione del Walcheren era cristiana, questo evento è probabilmente il motivo per cui lo storico Nitardo affermava che Lotario avesse posto una comunità cristiana sotto a un gruppo di norreni, concedendogli quello stesso anno il diritto di saccheggiare i territori cristiani dei suoi nemici. Tra l'840 e l'843 Lotario fu occupato in una guerra civile coi fratelli Ludovico II il Germanico e Carlo il Calvo, e Nitardo afferma che Harald era presente nel suo esercito nell'842. Non molto dopo Harald morì, e il fratello fu obbligato a fuggire alla corte di Ludovico il Germanico, dove visse molti anni. 
Anche se fonti successive descrivono senza dubbio Harald come pagano (Prudenzio di Troyes, autore degli Annales Bertiniani, lo definisce "persecutore della fede cristiana ed adoratore dei demoni", ed il beneficium concessogli come un "crimine totalmente detestabile") potrebbe essere stato battezzato da giovane alla corte imperiale. Harald Klak e la sua famiglia, forse anche Harald, furono battezzati a Magonza nell'826, con Lotario a fare da padrino. Il figlio di Harald, Godfrid Haraldsson, ed uno dei suoi nipoti rimasero alla corte dell'imperatore anche dopo la morte di Harald. Dato che Godfrid rimase alleato di Lotario fino alla metà degli anni 840, è possibile che Harald fosse il cugino che rimase con Lotario dopo l'826 e che cominciò a razziare la Frisia di Ludovico il Pio nell'834.